# Intesa Sanpaolo Bank Albania
Intesa Sanpaolo Bank Albania è una banca in Albania, nata nel 2008 dall'unione di due importanti banche del paese, la Banca Italo-Albanese (fondata nel 1993) e l'American Bank of Albania (fondata nel 1998), entrambe acquistate da Intesa Sanpaolo.

## Storia

### American Bank of Albania
L'ABA fu istituito nel settembre 1998 dall'Albanian-American Enterprise Fund (AAEF), un fondo di investimento privato istituito dal governo degli Stati Uniti ai sensi del SEED Act del 1989, per aiutare l'Albania nella sua transizione verso un'economia di mercato. Al 30 dicembre 2007, ABA aveva depositi totali per 93,4 miliardi di LEK, prestiti totali per oltre 39,7 miliardi di LEK e attività totali per oltre 106,4 miliardi di LEK. Il 20 e 21 dicembre 2006, AAEF, unico azionista di ABA, firmò un accordo di acquisto di azioni e un accordo di azionista per la vendita dell'80% delle azioni in circolazione, con AAEF che mantenne il controllo dell'altra quota del 20%, fino al 2009. L'accordo fu concluso il 29 giugno 2007, quando ABA diventò ufficialmente una banca del Gruppo Intesa Sanpaolo.

### Banca Italo-Albanese
La banca Italo-Albanese fu fondata nel luglio 1993 come una delle prime banche private in Albania. È stata fondata come una joint venture tra la Banca commerciale nazionale dell'Albania (le azioni sono state trasferite al Ministero delle finanze) e la Banca di Roma. Il 7 dicembre 2005, Sanpaolo IMI firmò l'accordo per l'acquisizione di una quota dell'80% di Banca Italo-Albanese, da Capitalia e dal Ministero delle finanze (40% ciascuno). La Banca europea per la ricostruzione e lo sviluppo (20%) mantenne la sua partecipazione.